# Lucas Lessio
Lucas Lessio, född 23 januari 1993, är en kanadensisk professionell ishockeyspelare, som bland annat spelat för Portland Pirates och Örebro Hockey. Från säsongen 2017/2018 spelar Lessio för Dinamo Riga.
Han draftades i andra rundan i 2011 års draft av Phoenix Coyotes som 56:e spelare totalt.